# Aaron Fundgrube
Die Aaron Fundgrube ist ein stillgelegtes Bergwerk im Bergrevier Johanngeorgenstadt im sächsischen Erzgebirge.

## Lage
Am vorderen Rabenberg (Erzgebirge), Steinheidel gegenüber, wurde die Aaron Fundgrube nebst Stolln gemutet, die im 18. Jahrhundert zu den wichtigsten sechs Bergwerken am Rabenberg gehörte. Sie wurde von einer Gewerkschaft betrieben und kam im 19. Jahrhundert zum Erliegen. Das Mundloch des Stolln wurde verschüttet, so dass heute kaum noch Reste in der Landschaft von der Aaron Zeche zu erkennen sind.
Zum Bergwerk gehörte auch ein Pochwerk, das teilweise mit überschüssigem Wasser von Walts Gott betrieben wurde.